# Лазарево (Волоколамский район)
Лазарево — деревня в Волоколамском районе Московской области России, входит в состав сельского поселения Спасское. Население — 3 чел. (2010).

## География
Деревня Лазарево расположена на западе Московской области, в юго-западной части Волоколамского района, на левом берегу реки Рузы, примерно в 17 км к юго-западу от города Волоколамска. В деревне пять улиц — Васильевская, Марьин утёс, Рузская, Рузский проезд и Центральная. Ближайшие населённые пункты — деревни Чернево, Кусакино, Клетки и Трулиси.

## Население
| 1852 | 1859 | 1899 | 1926 | 2002 | 2006 |
| ---- | ---- | ---- | ---- | ---- | ---- |
| 118  | ↗126 | ↗128 | ↗158 | ↘0   | →0   |
| 2010 |      |      |      |      |      |
| ↗3   |      |      |      |      |      |

## История
Лазарево, деревня 2-го стана, Государственных Имуществ, 55 душ мужского пола, 63 женского, 20 дворов, 119 верст от столицы, 42 от уездного города, на проселочной дороге.— Нистрем К. Указатель селений и жителей уездов Московской губернии, 1852 г.
В «Списке населённых мест» 1862 года — казённая деревня 2-го стана Можайского уезда Московской губернии по правую сторону Волоколамского тракта из города Можайска, в 40 верстах от уездного города, при реке Рузе, с 22 дворами и 126 жителями (58 мужчин, 68 женщин).
По данным на 1899 год — деревня Канаевской волости Можайского уезда с 128 душами населения.
В 1913 году — 31 двор, старообрядческая моленная.
По материалам Всесоюзной переписи населения 1926 года — деревня Черневского сельсовета Осташёвской волости Волоколамского уезда в 13,86 км от Серединского шоссе и 28,8 км от станции Волоколамск Балтийской железной дороги, проживало 158 жителей (64 мужчины, 94 женщины), насчитывалось 39 крестьянских хозяйств.
С 1929 года — населённый пункт в составе Волоколамского района Московского округа Московской области. Постановлением ЦИК и СНК от 23 июля 1930 года округа как административно-территориальные единицы были ликвидированы.
1929—1939, 1957—1963, 1965—1973 гг. — деревня Черневского сельсовета Волоколамского района.
1939—1957 гг. — деревня Черневского сельсовета Осташёвского района.
1963—1965 гг. — деревня Черневского сельсовета Волоколамского укрупнённого сельского района.
1973—1994 гг. — деревня Кармановского сельсовета Волоколамского района.
В 1994 году Московской областной думой было утверждено положение о местном самоуправлении в Московской области, сельские советы как административно-территориальные единицы были преобразованы в сельские округа.
1994—2006 гг. — деревня Кармановского сельского округа Волоколамского района.
С 2006 года — деревня сельского поселения Спасское Волоколамского муниципального района Московской области.